# Giovanni Antonio Bellinzoni da Pesaro

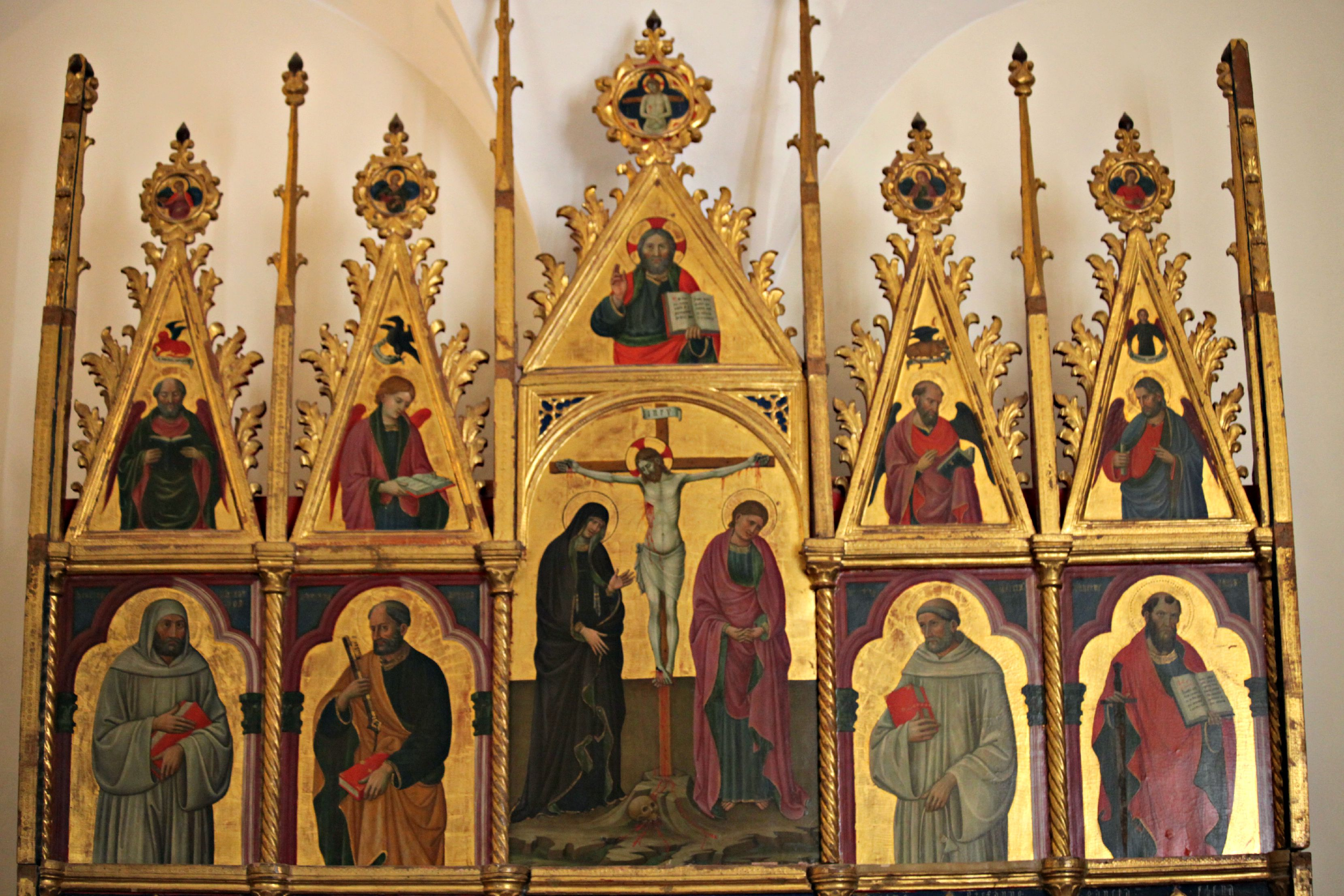
Giovanni Antonio Bellinzoni da Pesaro, Crocifissione tra i santi

Giovanni Antonio Bellinzoni da Pesaro (Pesaro, 1415 – Pesaro, 1477) è stato un pittore italiano del Rinascimento.

## Biografia
Era figlio del pittore Giliolo di Giovanni Bellinzoni. Iniziò lo studio della pittura con suo padre e venne influenzato da Bartolomeo di Tommaso. Ci sono prove che lavorò con suo padre in una commissione ecclesiale a Gradara (1429), e continuò a lavorare con lui almeno fino al 1437. Dopo la morte di suo padre, Bellinzoni si affermò da solo, e fu molto richiesto. Eseguì affreschi raffiguranti la Madonna della Misericordia e la Madonna in trono nella chiesa del Santissimo Sacramento di Saltara. Dipinse un polittico rinvenuto nella Collegiata di Sant'Esuperanzio a Cingoli. Continuò a lavorare stabilmente a Pesaro e dintorni fino alla sua morte nel 1477.
Tradizionalmente considerato figlio di Gaspare da Pesaro (Thieme - Becker), in tempi recenti è stato chiarito che fu figlio di Giovanna e di Giliolo di Giovanni Bellinzoni, un pittore originario di Parma che si era trasferito a Pesaro verso il 1410. In questa città G. nacque probabilmente intorno al 1415. Egli apprese il mestiere dal padre che gli trasmise quegli elementi di naturalismo padano distintivi della sua maniera. Nel 1429 Giliolo lavorava ai perduti affreschi nel castello malatestiana di Gradara, forse avvalendosi dell'aiuto del figlio (Berardi). Il giovane artista diede infatti inizio alla sua attività partecipando alle imprese commissionate al padre: alla loro collaborazione può quindi riferirsi la decorazione pittorica della chiesa pesarese di Santa Maria delle Grazie, in origine dedicata a San Francesco, di cui sopravvive un Padre Eterno in una mandorla nell'intradosso di un arco della navata, e un affresco frammentario staccato, conservato in sacrestia, raffigurante Santa Michelina. I due artisti eseguirono anche un polittico per la chiesa di Sant'Ermete a Gabicce Monte, di cui restano i soli tre scomparti di sinistra con i Santi Nicola, Silvestro ed Ermete, oggi conservati nel Museo civico di Pesaro.
Nell'ottobre del 1437 G. e Giliolo ricevettero a Fano un pagamento per alcune barde dipinte l'anno precedente per i cavalli di Malatesta Novello (Berardi); la data 1436 compare anche in un'iscrizione dipinta nell'abside della chiesa di S. Francesco di Rovereto, presso Saltara, dove i due artisti raffigurarono a fresco una Crocifissione affiancata dalle figure dei Ss. Mustiola, Paolo, Pietro,Sebastiano, Francesco e il beato Galeotto Roberto (Zeri, 1976). Ancora alla loro attività si deve una serie di tavole di ignota provenienza con Storie di s. Biagio, di cui sopravvivono Il miracolo della macina già nella collezione Volterra di Firenze, La tortura con le striglie nel Museo del Palazzo Venezia a Roma e La decollazione già in collezione privata a Roma (Id., 1948).

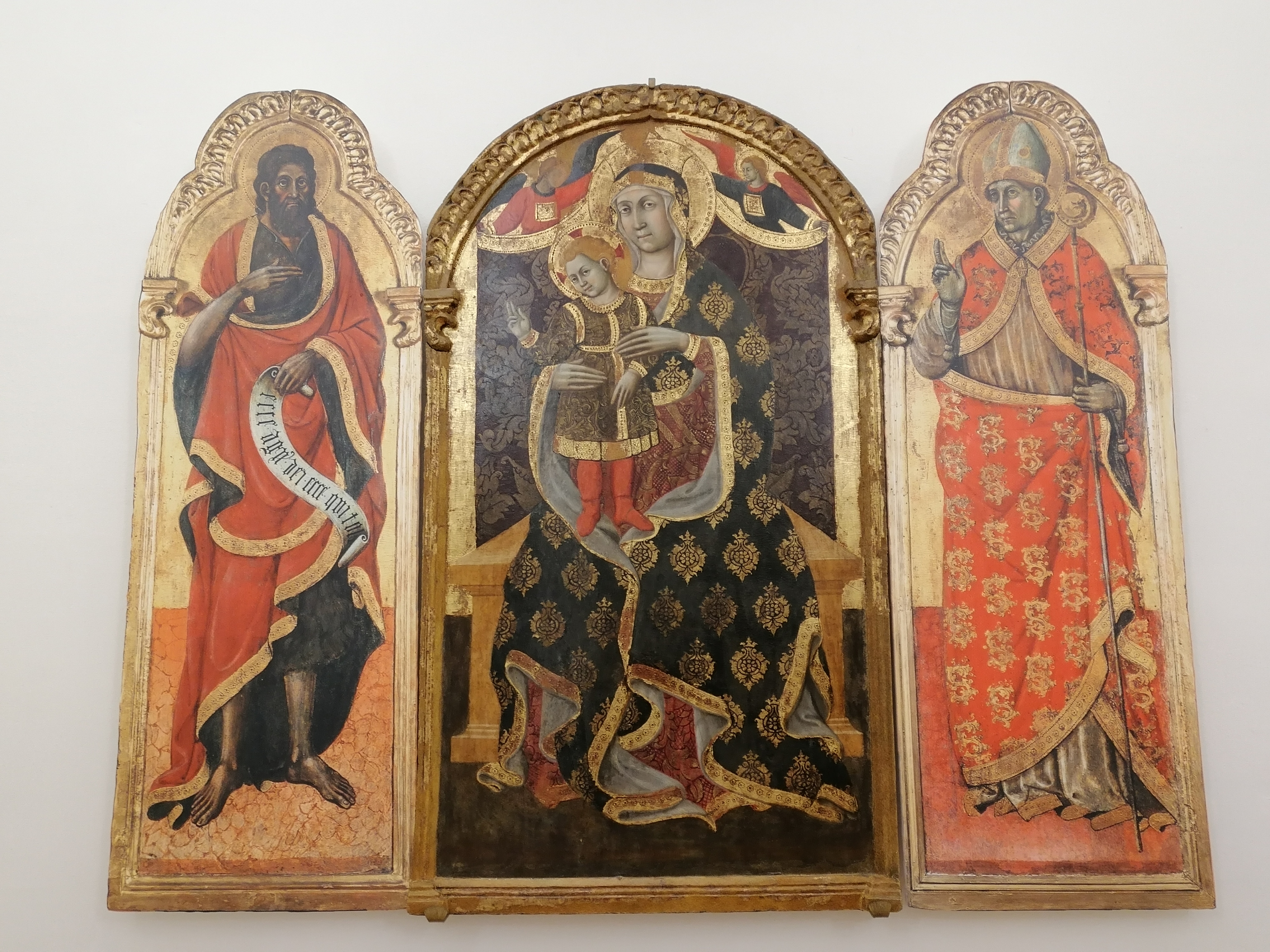
Madonna in Trono con Bambino e Santi, Museo diocesano di Jesi.

Alla fine degli anni Trenta può datarsi invece un polittico smembrato, già nella chiesa rurale di Santa Maria del Colle presso Jesi, di cui restano la tavola centrale con la Madonna in trono col Bambino, oggi nel Museo diocesano di Jesi, e due scomparti con San Giovanni Battista e un Santo vescovo nel Museo del Palazzo Venezia a Roma (ibid.). Assai vicine a quest'opera, e anch'esse denotanti una forte inflessione emiliana, sono tre tavole con San Paolo, i Santi Andrea e Pietro e i Santi Matteo e Tommaso, probabilmente appartenenti a una serie con i dodici apostoli, che si conservano in collezione privata a Roma (Berardi: da comunicazione orale di F. Zeri).
Il 23 febbr. 1441 Giliolo e G. erano ad Ancona, dove Francesca, vedova del notaio Giacomo di Pellegrino, li incaricò di decorare con affreschi, oggi perduti, la cappella di Sant'Andrea nella chiesa di San Francesco alle Scale; a G. venne anche richiesto di eseguire una tavola di sua mano (Berardi). In questo periodo, infatti, G. cominciò a realizzare opere autonome e, grazie alle più ricche sollecitazioni offerte dall'ambiente anconetano, si andò allontanando dal naturalismo paterno per maturare un linguaggio pittorico levigato e aggraziato, spesso ricorrendo a un uso marcato del chiaroscuro. Questa tendenza è già ravvisabile nello stendardo eseguito per la chiesa della Confraternita del Sacramento di Serra de' Conti, raffigurante su un lato la Madonna in trono col Bambino tra confratelli oranti e, sul lato opposto, la Crocifissione (Urbino, Galleria nazionale delle Marche), dove pure compare l'influsso dalla pittura di Bartolomeo di Tommaso, dalle profonde suggestioni senesi (Zeri, 1948). A quest'opera è affine la cuspide di trittico con la Crocifissione sovrastata da un Padre Eterno benedicente nel Musée du Petit Palais di Avignone (Laclotte - Mognetti, 1976: da comunicazione orale di R. Longhi).
Probabilmente G. fu di nuovo a Pesaro nel 1447, quando venne traslato dalla cripta della cattedrale il corpo del patrono san Terenzio; egli eseguì entro l'anno successivo una tavola con l'effigie del santo, oggi al Museo civico, che fu utilizzata come coperchio per la nuova cassa lignea in cui venne riposta la reliquia (Donnini, 1979). Quest'immagine, dalle eleganti cadenze lineari probabilmente desunte dal Maestro di Staffolo, rivela una morbidezza nella stesura pittorica che porta ad avvicinarle cronologicamente il polittico con la Madonna in trono col Bambino tra i ss. Pier Damiani, Esuperanzio, Stefano e Nicola eseguito da G. per la Collegiata di Sant'Esuperanzio a Cingoli (Zeri, 1948). A quest'epoca potrebbe risalire anche un affresco con la Madonna della Misericordia già in Santa Maria Maggiore a Cingoli, oggi staccato e conservato nella locale Pinacoteca civica.
Ugualmente attribuito a G. è un secondo intervento decorativo approntato nella chiesa di San Francesco a Pesaro probabilmente alla fine degli anni Quaranta, di cui rimangono tracce nell'intradosso del secondo arco di destra, dove si vede un Bambino in una mandorla sorreggente l'orifiamma di san Bernardino con ai lati una Sibilla, il Profeta Aggeo,Daniele e la Sibilla Samia; nell'intradosso dei pilastri si trovavano una Sibilla Cumana e due frammenti di personaggi non identificati che oggi sono esposti in sacrestia (Rotondi). Affine, ma di fattura meno accurata, è la Madonna della Misericordia tra i santi Pietro e Ubaldo affrescata nell'abside della pieve di San Pietro a Ginestreto (Berardi).
Con il polittico con la Madonna in trono col Bambino tra i Santi Caterina, Pietro, Esuperanzio e Bonifilio, già sull'altare di Santa Caterina nella pieve di Santa Maria a Cingoli e oggi nel duomo, forse eseguito nella prima metà degli anni Cinquanta (Arcangeli), G. cominciò a dar cenno dell'irrigidimento formale e della ripetitività delle soluzioni compositive che caratterizzò la sua produzione matura. A quest'opera viene avvicinato il bell'affresco della Madonna della Misericordia nella chiesa della Pitturetta ad Apiro (Zeri, 1948).
Dopo quasi vent'anni di silenzio documentario, G. ricompare a Pesaro nel 1459, anno della morte del padre. Nel corso di questo soggiorno dipinse la tavola con la Madonna della Misericordia per la chiesa di Santa Maria dell'Arzilla presso Pesaro, firmata e datata 1462 (Serra); l'anno successivo firmò un trittico forse collocato in origine nella chiesa pesarese di Santa Maria di San Marco, la cui tavola centrale, raffigurante San Marco è oggi nell'Ashmolean Museum di Oxford, mentre i due scomparti laterali, ciascuno recante quattro piccole figure di Santi, si trovavano nella collezione Ruffo della Scaletta a Roma (van Marle, 1927; Zeri, 1976; ripr. in Berardi, figg. 51 s.); in quest'opera si nota un allontanamento dagli effetti chiaroscurali e un'apertura a influenze di matrice veneta, tratte da opere di Iacobello del Fiore e Nicolò di Pietro.
Il 3 dic. 1463 G. è documentato ad Ancona, come cittadino e residente, e fideiussore a un processo (Berardi). A quest'epoca potrebbe risalire il grande polittico della chiesa di Santa Croce a Sassoferrato, a due registri sovrapposti, dove alle componenti venete si affiancano riferimenti al tardogotico emiliano. Nella stessa città, all'interno della chiesa di Santa Chiara, G. affrescò un'Annunciazione oggi frammentaria, di cui resta una copia su tela del XVII secolo, e una Natività con due sante (Zeri, 1976; Donnini, 1979).
Il già rilevato irrigidimento della maniera matura di G. può dirsi ormai irreversibilmente compiuto nel trittico con la Madonna in trono col Bambino tra due sante nel Museo del Palazzo Venezia a Roma, lo scomparto di trittico con la Madonna col Bambino nel Museo nazionale dell'Aquila e il San Giovanni Battista nella Galleria Estense di Modena (Berardi: da comunicazione orale di Zeri).
Nel novembre del 1469 G. è nuovamente attestato a Pesaro, quando diede la propria autorizzazione al fratello Cecco, anch'egli pittore, a vendere due terreni; forse G. stava tentando di evitare la confisca dei beni immobili della sua parte dell'eredità paterna, che era prevista negli statuti civici per chi si allontanava dalla città per un periodo superiore ai tre mesi. Il 20 nov. 1474 chiese un prestito, forse per indennizzare il fratello che gli aveva in precedenza ceduto parte delle rendite ottenute dai suoi beni che poi gli erano stati confiscati (Berardi).
Reca la data 1472 la tavola attribuita a G. con San Donnino, già nella pieve di San Michele Arcangelo a Tavullia e ora nella collezione della Banca popolare di Pesaro, a cui sono forse cronologicamente vicine una Madonna della Misericordia e una Madonna in trono col Bambino in Santa Maria della Fonte a Saltara (Zeri, 1948). L'ultima opera datata di G., completata dal maestro nel gennaio 1473, è la pala con la Madonna col Bambino tra i santi Onofrio, Giovanni Battista, Girolamo, un santo vescovo e sant'Aiuto inginocchiato, già a Torino sul mercato antiquario (Zeri, 1948; ripr. in Berardi, fig.74).
G. morì prima del 18 maggio 1478, quando la vedova Caterina e il cognato furono tenuti a saldare un debito che G. aveva contratto quattro anni prima (Berardi).